# Station Mantes-Station
Station Mantes-Station is een spoorwegstation in Frankrijk, op de grens van Mantes-la-Jolie en Mantes-la-Ville. Het ligt aan de spoorlijn Paris-Saint-Lazare - Le Havre, op kilometerpunt 56,108 van die lijn en het is het eindpunt van de spoorlijn Paris-Saint-Lazare - Mantes-Station via Conflans-Sainte-Honorine.
Het station werd op 9 mei 1843 geopend, toen de sectie tussen Colombes-Embranchement en Rouen in gebruik werd genomen.

## Diensten
Het station wordt aangedaan door verschillende treinen van Transilien lijn J:
- Tussen Paris Saint-Lazare en Mantes-la-Jolie via Conflans-Sainte-Honorine over de noordoever van de Seine
- Tussen Paris Saint-Lazare en Mantes-la-Jolie via Poissy over de zuidoever van de Seine

Wegens tijdtekort doen de treinen van de Transilienlijn N tussen Paris-Montparnasse en Mantes-la-Jolie, die langs dit station rijden, dit station niet aan.

## Vorige en volgende stations
| Richting        | Vorig station   | Lijn    | Volgend station  | Richting                                        |
| --------------- | --------------- | ------- | ---------------- | ----------------------------------------------- |
| Mantes-la-Jolie | Mantes-la-Jolie | Trans J | Limay            | Paris Saint-Lazare via Conflans-Sainte-Honorine |
| Mantes-la-Jolie | Mantes-la-Jolie | Trans J | Épône - Mézières | Paris Saint-Lazare via Poissy                   |